# Индия на зимних Олимпийских играх 2014
Индия на зимних Олимпийских играх 2014 была представлена 3 спортсменами в 3 видах спорта.
4 декабря 2012 года Международный олимпийский комитет отозвал признание Олимпийской ассоциации Индии в связи с тем, что выборы её очередного состава были проведены не на основе Олимпийской хартии, а на основе утверждённого правительством Индии Спортивного кодекса. В связи с тем, что выборы нового состава Олимпийской ассоциации Индии планировались лишь после церемонии открытия Олимпийских игр в Сочи, 31 декабря 2013 года было решено, что индийские спортсмены будут выступать на Олимпиаде под олимпийским флагом как «независимые олимпийские участники», что и произошло 7 февраля 2014 года. Однако 11 февраля 2014 г. МОК снял дисквалификацию со сборной Индии, разрешив индийским атлетам выступать под флагом Индии.

## Результаты соревнований

### Горнолыжный спорт
Мужчины
| Соревнование      | Спортсмены    | Скоростной спуск/ 1 спуск | Скоростной спуск/ 1 спуск | Слалом/ 2 спуск | Слалом/ 2 спуск | Всего   | Место |
| Соревнование      | Спортсмены    | Время                     | Место                     | Время           | Место           | Всего   | Место |
| ----------------- | ------------- | ------------------------- | ------------------------- | --------------- | --------------- | ------- | ----- |
| Гигантский слалом | Химаншу Такур | 1:47,86                   | 79                        | 1:49,69         | 72              | 3:37,55 | 72    |

### Лыжные гонки

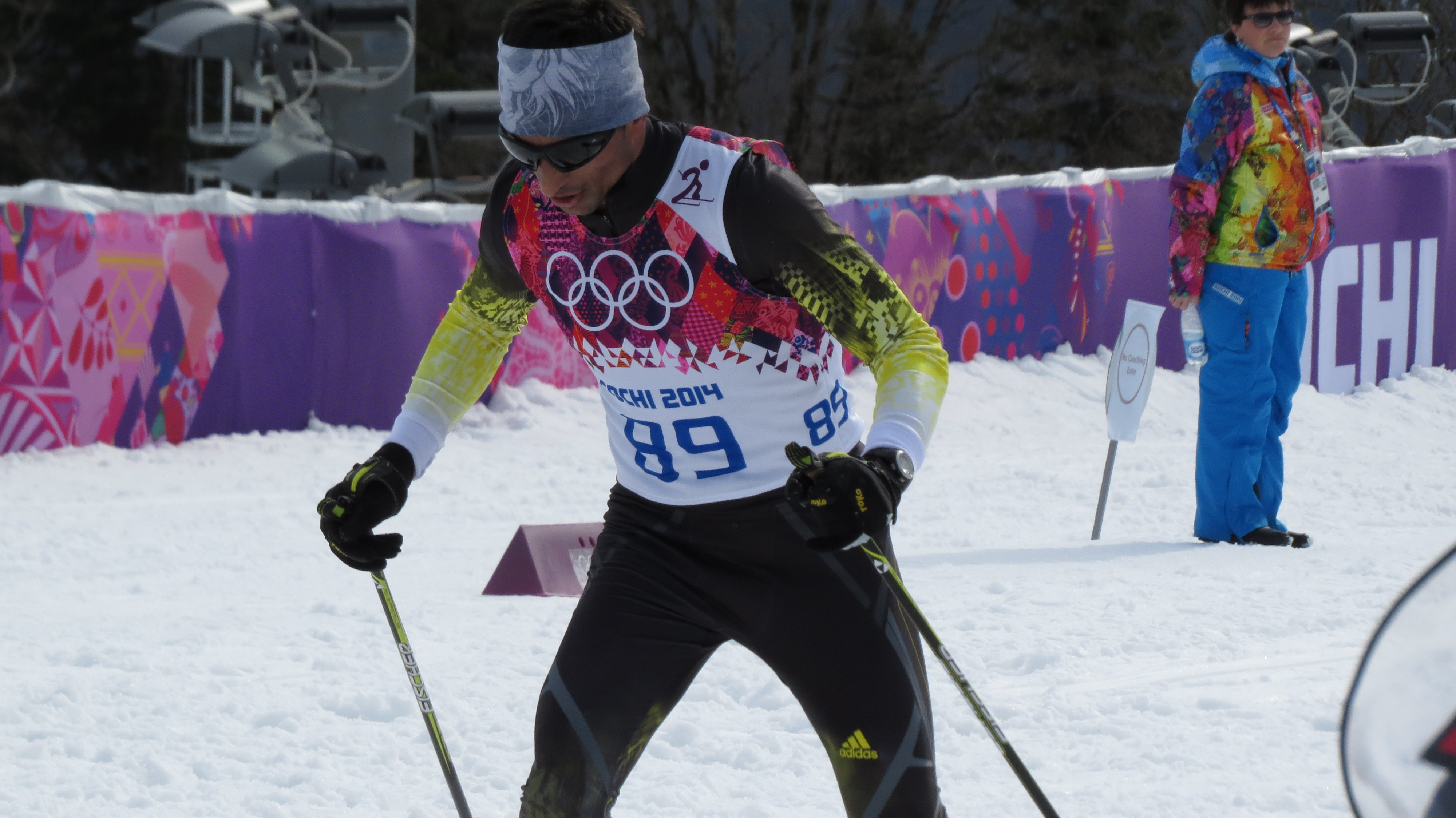
Надеем Икбал на дистанции

Мужчины
Дистанционные гонки
| Соревнование              | Спортсмены   | Результат | Место |
| ------------------------- | ------------ | --------- | ----- |
| 15 км классическим стилем | Надеем Икбал | 55:12.5   | 85    |

### Санный спорт
Мужчины
| Соревнование | Спортсмены   | 1 заезд   | 1 заезд | 2 заезд   | 2 заезд | 3 заезд   | 3 заезд | 4 заезд   | 4 заезд | Итоговый результат | Итоговое место |
| Соревнование | Спортсмены   | Результат | Место   | Результат | Место   | Результат | Место   | Результат | Место   | Итоговый результат | Итоговое место |
| ------------ | ------------ | --------- | ------- | --------- | ------- | --------- | ------- | --------- | ------- | ------------------ | -------------- |
| Одиночки     | Шива Кешаван | 53,905    | 35      | 55,203    | 37      | 54,706    | 37      | 53,335    | 37      | 3:37,149           | 37             |